# Liste der denkmalgeschützten Objekte in Bečov
Grundlage dieser Liste der denkmalgeschützten Objekte in Bečov ist die ÚSKP-Liste (Ústřední seznam kulturních památek České republiky, deutsch Zentrale Liste der Kulturdenkmäler der Tschechischen Republik), die von der tschechischen Denkmalschutzbehörde NPÚ (Národní památkový ústav, deutsch Nationale Denkmalbehörde) seit 1987 geführt wird und an die seit dem Jahr 1850 geschaffenen Listen anschließt.

## Bečov(Hochpetsch)
| Lage                                                  | Objekt                                        | Beschreibung | ÚSKP-Nr.                  | Bild                                          |
| ----------------------------------------------------- | --------------------------------------------- | --- | ------------------------- | --------------------------------------------- |
| Bečov (Standort)                                      | Ägidiuskirche                                 | Kirche des hl. Ägidius im nordöstlichen Ortsteil                                                                                                | 42602/5-305 Info Katalog  | weitere Bilder                                |
| Bečov, an der Ägidiuskirche (Standort)                | Statue des hl. Florian                        | Statue des hl. Florian, urspr. am Haus Nr. 62                                                                                                   | 42385/5-304 Info Katalog  | Statue des hl. Florian                        |
| Bečov, an der Kirchenmauer (Standort)                 | Statue des hl. Johannes von Nepomuk           | Statue des hl. Johannes von Nepomuk, urspr. im ehem. Ort Souš (Tschausch)                                                                       | 43244/5-5057 Info Katalog | Statue des hl. Johannes von Nepomuk           |
| Bečov, am Eingangstor zur Ägidiuskirche (Standort)    | Statue des hl. Johannes von Nepomuk           | Statue des hl. Johannes von Nepomuk von Johann Adam Dietz, urspr. in der Prager Straße im alten Brüx (Most)                                     | 43553/5-399 Info Katalog  | Statue des hl. Johannes von Nepomuk           |
| Bečov Nr. 1, unterhalb der Ägidiuskirche (Standort)   | Bauernhaus Nr. 1                              | Bauerngehöft – Wohnhaus Nr. 1 und Nebengebäude                                                                                                  | 43068/5-306 Info Katalog  | Bauernhaus Nr. 1                              |
| Bečov, im Atrium der Grundschule (Standort)           | Allegorische Skulpturen der vier Jahreszeiten | Allegorische Skulpturen der vier Jahreszeiten „Frühling“, „Sommer“, „Herbst“ und „Winter“, urspr. auf der Attika vom Schloss Stranitz (Stránce) | 43274/5-5048 Info Katalog | Allegorische Skulpturen der vier Jahreszeiten |
| Bečov, (Standort)                                     | Altsteinzeit-Siedlung auf dem Písečný vrch    | ehem. befestigte Siedlung auf dem Písečný vrch, archäologische Fundstätte aus der Altsteinzeit                                                  | 42814/5-5037 Info Katalog | weitere Bilder                                |
| Bečov, OT Milá (Millay), an der Dorfstraße (Standort) | Kapelle                                       | Kapelle | 52115/5-5944 Info Katalog | weitere Bilder                                |
| Bečov, OT Zaječice (Saidschitz), Dorfplatz (Standort) | Kapelle des hl. Ferdinand von Kastilien       | Kapelle des hl. Ferdinand von Kastilien | 23525/5-5931 Info Katalog | weitere Bilder                                |